# 台湾民主自治同盟海南省委员会
台湾民主自治同盟海南省委员会，简称台盟海南省委、海南台盟，是台湾民主自治同盟在海南省的地方组织。